# Серен Антинойский
Сере́н Антино́йский (др.-греч. Σερῆνος, лат. Serenus) — позднеантичный греческий математик IV века.
Подробности его биографии неизвестны. Из трудов Серена сохранились два: «О сечении цилиндра» и «О сечении конуса». Одной из целей Серена было доказать, что сечения цилиндра и конуса дают однотипные эллипсы. Дополнительную ценность трудам Серена придают включённые в них сведения о его предшественниках. Из упоминания Теона Смирнского известно также, что Серен написал обширный комментарий к сочинению «Конические сечения» Аполлония Пергского, но эти комментарии утеряны.